# 史維煥

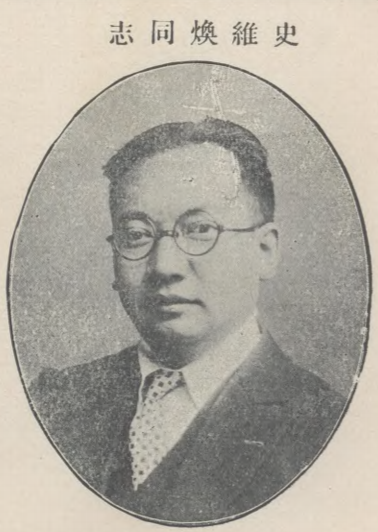
1929年的史维焕

史维焕（1895年—1945年）字奎光，贵州贵定人。中华民国政治人物。

## 生平
史维焕早年赴日本留学，获日本京都帝国大学法学士学位。1924年归国后，曾任国立北京法政大学、民国大学教授。后来，曾任中国国民党中央党部训练部秘书、南京市党部执行委员、中央党部训练部党化教育科主任、中央陆军军官学校政治教官。1929年8月24日，出任审计院审计。1930年，出任立法院立法委员。
1945年，史维焕逝世。